# Horsez
Horsez è un videogioco pubblicato da Ubisoft il 26 ottobre 2006 per il Nintendo DS, PC, PlayStation 2 e Game Boy Advance. Questo gioco per PC è il sequel di Champion Dreams: First to Ride e fa anche parte della seconda serie di Petz. In Horsez il giocatore deve selezionare un cavallo e addestrarlo.

## Accoglienza
La rivista Play Generation lo classificò come il titolo con la simulazione meno accattivante tra i titoli disponibili su PlayStation 2.